# Oruza crocotoschema
Oruza crocotoschema là một loài bướm đêm trong họ Erebidae.